# 神戸水道

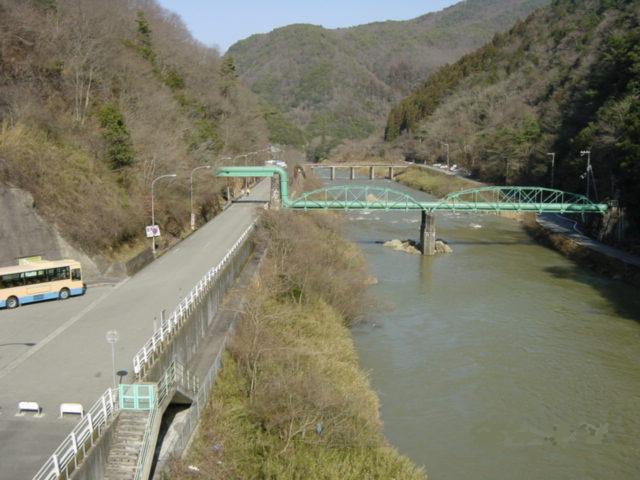
JR武田尾駅から望む神戸水道（2003年3月2日）

神戸水道（こうべすいどう）は、兵庫県神戸市北区にある千苅ダムから上ヶ原貯水池への導水管、神戸市内への送水管（水道）のことをいう。千苅導水路（せんがりどうすいろ）と称される場合もある。また本項では、神戸市の水源についても記述する。

## 概要

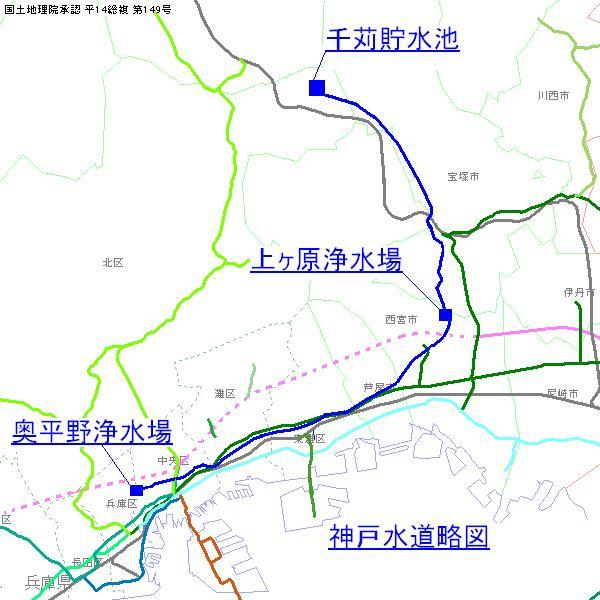
神戸水道略図（青線）

1877年（明治10年）神戸でコレラが発生し、また同時期にヘンリー・S・パーマーの設計による横浜水道の布設があり、人口増加による水需要の増大もあって神戸市への水道敷設の機運が高まった。1887年（明治20年）パーマーに調査を依頼し、県に送られた設計書類には当時にして40万円の予算が必要とあり、実現には至らなかった。当時の市民の飲料水の大半は井戸水で、神戸港に入港してくる外国船がもたらす影響もあり1890年（明治23年）から1891年（明治24年）にかけて再びコレラその他の感染症が続出し市民1,000名余りの死者を出す事態となり水道布設を必要とする機運が再び高まった。このころ神戸の発展はめざましく、パーマーの構想は再検討する必要があった。
1893年（明治26年）に、内務省の雇工師であったイギリス人技師ウィリアム・K・バートンの設計による水道布設計画が市議会を通過し、神戸に日本で7番目となる近代的な水道が建設されることになった。水源には布引谷（布引五本松ダム）と烏原谷（烏原貯水池）が選ばれ、給水区域は生田川と湊川の間（旧生田区のほぼ全域）、計画給水人口は25万人とされたが、水道利用家庭は増加を続け、市の水不足は補えず新たな水源確保が必要であった。神戸市は1911年（明治44年）の調査で、武庫川支流の羽束川と波豆川が水量や水質ともに大変良好で、琵琶湖を源流とする淀川から水源を確保するより維持費が少ないということで、上水道水源として、千苅貯水池の設計開発を開始した。水はこの千苅貯水池から宝塚市を横切り、西宮市に新設した上ヶ原浄水構場（浄水場）を経て、神戸市内までの水道が建設された。着工は1914年（大正3年）で、第1回工事が完了したのは1921年（大正10年）。さらに神戸市の人口は増加し続け既に給水能力限界水量に迫っていたため、水源地の貯水量を倍増すべく6メートルのダム嵩上げ増強などを行った第2回拡張工事は1926年（大正15年）に着工し1931年（昭和6年）に完成した。この水路のことを神戸水道と呼び、現在でも水道として使用されている。

### 千苅貯水池から上ヶ原貯水場

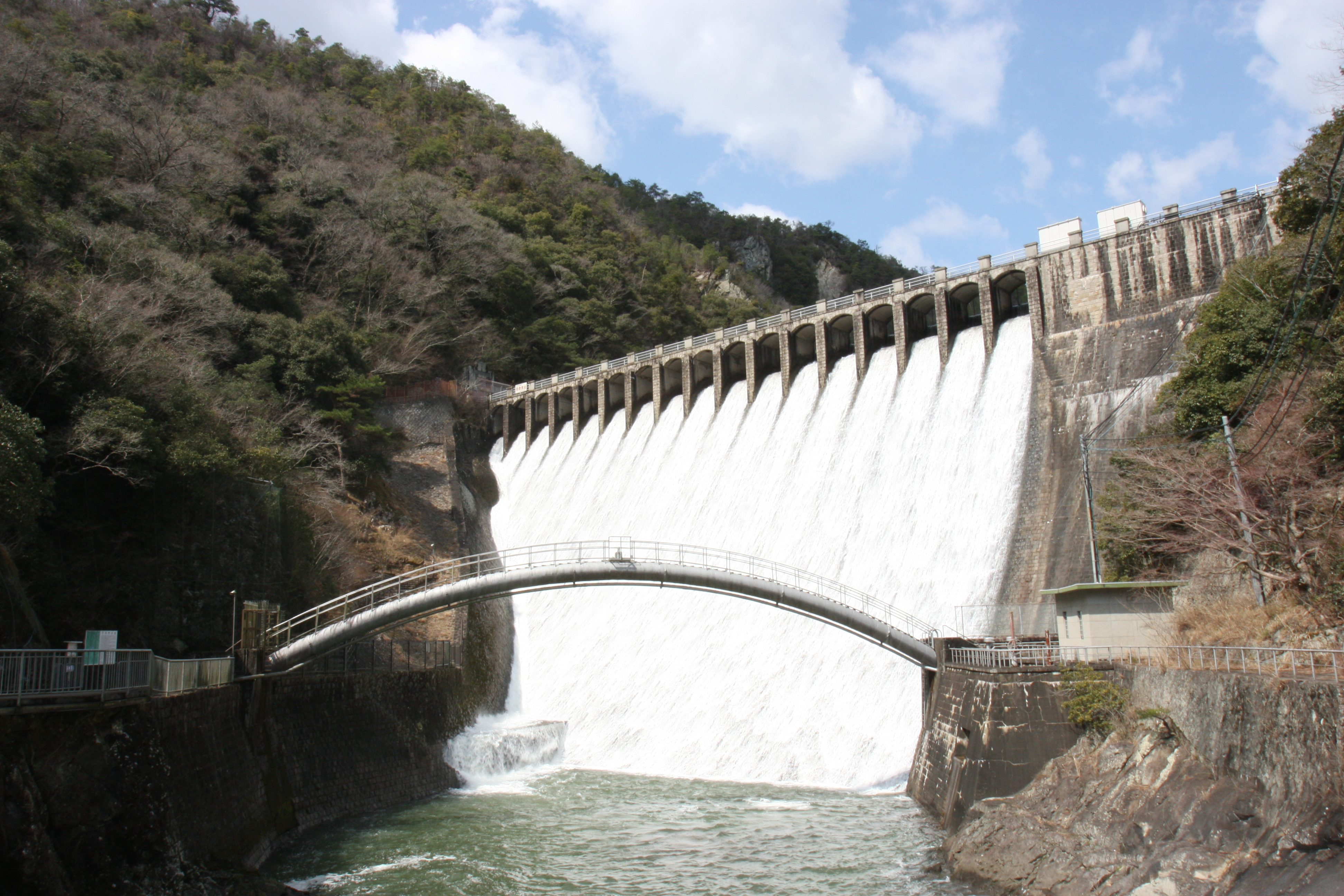
千苅ダム（神戸市北区）

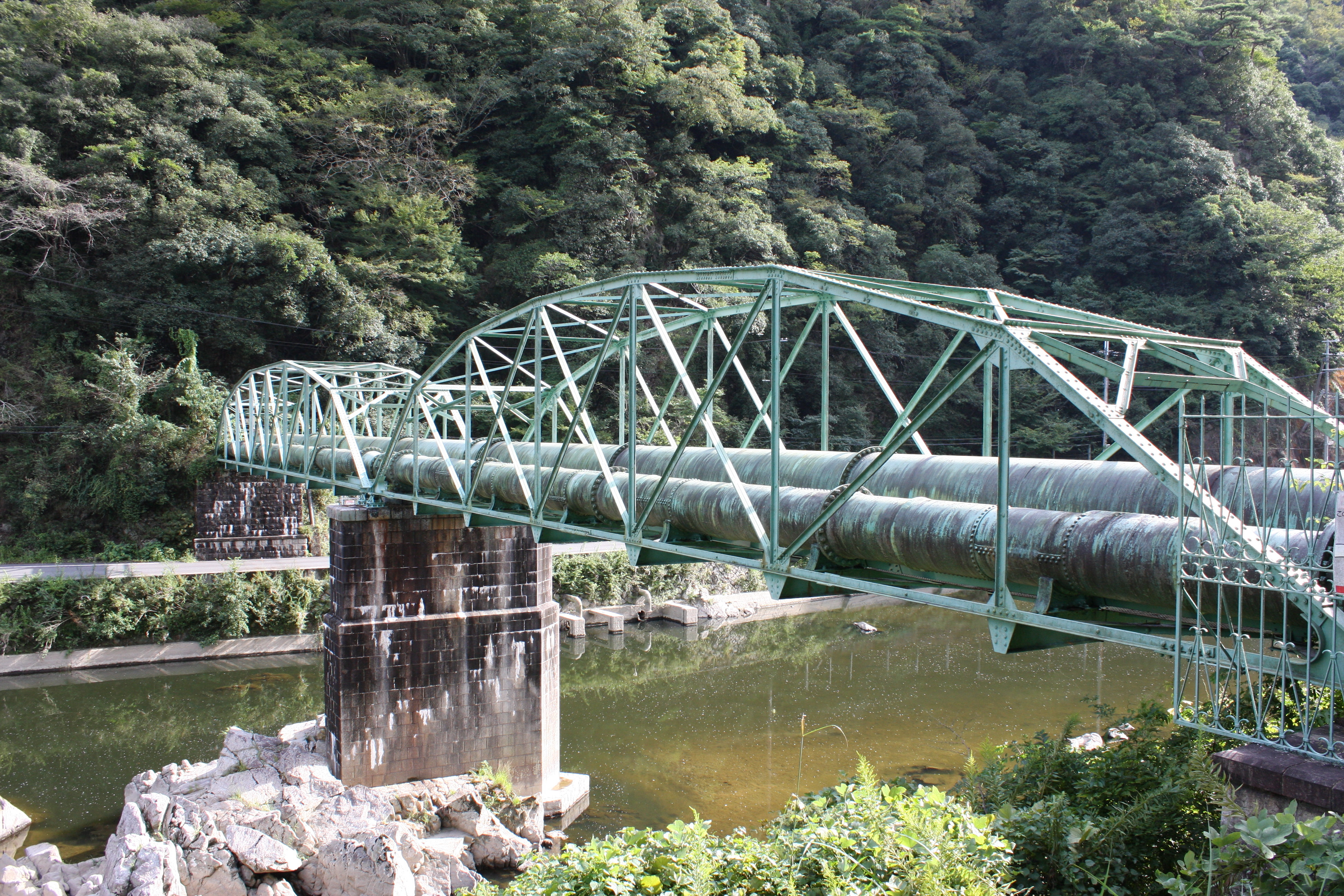
武田尾トラス橋（第一水道橋）

建設当時は「武庫川導水路」とよばれ、千苅貯水池（貯水量約11,612,338m3）（千苅水源池）からは宝塚方面に向かって南東方向にトンネルでの水路が掘削され、大半が山中を通る。総延長は約15kmにも及び最長約2,000mをはじめとした12本のトンネルを貫通させ、その総延長は約7,900mに及ぶ。水路は水を通すだけのトンネルであるため、人の背の高さ程度である約180cmのアーチ型断面で掘り進められ、水圧による破損や水もれを防ぐためにコンクリートで固めて溝渠とした。さらに暗渠8箇所、接合井8箇所、それらを繋ぐ鉄管の埋設の延長は6,200m以上あり、水道橋も大小あわせ12箇所（総延長約590m）が建設された。現JR西日本福知山線武田尾駅の北側で山間を抜ける為、一旦その第一水道橋の姿を見ることができる。石積の橋脚が残り、その上を太い鉄管で武庫川を渡っている。さらに福知山線廃線跡旧線沿いを武田尾駅から生瀬駅方面に辿れば、先ほどの水路が再び山中から姿を出し武庫川を跨ぎ山中に潜り込む姿（第二水道橋）を目にすることができる。この水道建設工事には平行する福知山線護岸工事とあわせ朝鮮人労働者も従事させられたとされ、硬い岩盤に阻まれ大変な難工事となり多数の犠牲者や負傷者が発生した。この先、水路が見られるのは宝塚市街地に入る手前、国道176号線とJRが武庫川を跨ぐ橋脚元にもみられ、石造の橋脚上の鉄管が三度武庫川を跨いでおり（第三水道橋）宝塚市街地西側を抜け上ヶ原貯水場へと向かっている。大半が地表にでない地下建造物であるが、地上部ではこの神戸水道の通る場所には「神水（こうすい）」と彫られた石柱がいくつか現存し、水路は現在一部の地図上でも「-----」で表記されており千苅貯水池から上ヶ原貯水場までの神戸水道のルートを辿ることができる。

### 上ヶ原浄水場から神戸市内

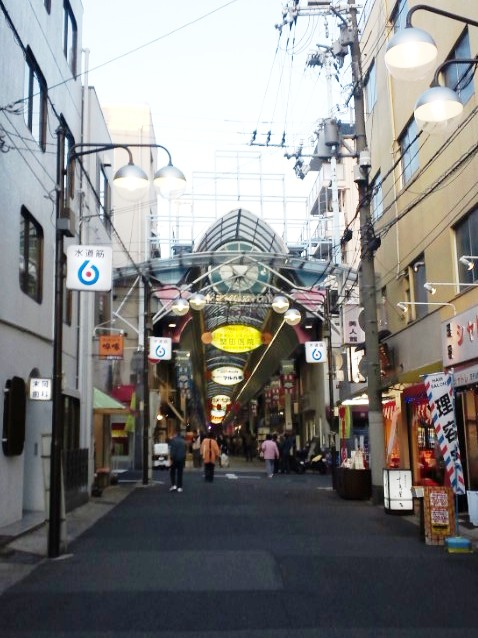
水道筋

上ヶ原浄水場まで送られてきた千苅貯水池の水は神戸市兵庫区にある奥平野浄水場まで総延長約19kmにおよぶ送水管で神戸市内に送水された。建設時は「武庫川送水路」と称され、上ヶ原貯水場までの山間部とは異なり、市街地を鋼管が通るため大半が道路下に埋設された水道道路である。そのためこの水道管の通る道は神戸水道道（こうべすいどうみち）とよばれることもある。上ヶ原浄水場からは、南に阪急電鉄甲陽線の水道路踏切を抜け、夙川学院中学校・高等学校前から芦屋市岩園町の水道橋までゆるやかに南西方向に進む。この付近は今では高級住宅地であるが、建設当時は住居もほとんどなく田畑が広がる地帯であり、この水道が通るため付近の山を鉄管山とよんでいた。ここから阪急神戸線に沿いに芦屋川駅北側を通過し、本山付近で阪急神戸線下を抜け、西岡本付近で山手幹線下を通り、王子公園駅南から王子動物園前を西進し、熊内橋通3丁目の熊内浄水場への水道分岐箇所、更に加納町1丁目で北野浄水場への分岐箇所を経て山本通及び中山手通を通り奥平野浄水場まで通じている。1967年（昭和42年）からは阪神上水道市町村組合（現・阪神水道企業団、以下阪神水道）を通じ淀川水系の水の供給を受け、ブレンドされた飲料水が神戸市内へ送水されている。今では神戸市水道局が供給する水の4分の3が琵琶湖水系淀川の水である。阪神水道は他に尼崎市、西宮市、芦屋市の水道水の供給を行なっている。なお、同水道の通過地点では所々に名残があり、東灘区には住吉川に架かる「水道橋」があり、隣に阪神水道企業団の本庁舎がある。また灘区の水道筋はこの水道管が道路下を通っている為命名された。

### 現在
神戸水道の水源である千苅貯水池を水源として、水道水として供給している地域は千苅ダム下流、武庫川合流手前にある千苅浄水場（1967年（昭和42年）完成）を通じて、神戸市北区の藤原台や鹿の子台などの北区の北部付近地域にとどまり、これは神戸水道からの供給ではない。また六甲山系を越えたエリアにあるひよどり台などは除く鈴蘭台などの北区広域では、千苅貯水池及び青野ダム（三田市）と阪神水道から水を供給できるようになっているが、これも神戸水道からではなく神戸市が新たに築いた水道からである。よって、千苅貯水池の水が神戸水道を通じてブレンドされることなく水道水となっているエリアは存在しない。また、東灘区周辺では住吉川と阪神水道との混合、中央区から兵庫区周辺では神戸ウォーター（KOBE WATER）とも称される布引貯水池（布引ダム）の水が奥平野浄水場に送水されて六甲山の湧水と阪神水道からの水が混合され供給されている。但し、給水区域が入り組んでおり、また標高差により給水ルートなどが違うため、同じエリアでも水源は異なる場合がある。当初は神戸市の渇水対策として神戸市民への飲料用水道として築かれたこの水道であるがその役割は阪神水道のパイプが主体となっており、今では上ヶ原浄水場から神戸市内臨海部の工業地域に向け殺菌等の水処理をしていない工業用水道用としての配水管に転用もされている。
神戸市では、当初に開発した2か所の貯水池だけでは合併などによる人口増には対応できず、当時の市域から遠く離れた千苅貯水池を1919年（大正8年）に完成させたが、それ以降自己水源の拡張は昭和30年代から現在までは頭打ちの状態で、1967年（昭和42年）に阪神水道企業団を通じて淀川の水を導入して以降は急増する人口を賄う水は、ほとんど阪神水道の拡張に頼る状態であった。現在、神戸市全域では阪神水道からの水は全体の75%までを占め、水道からコップに水を注げばその8割近くは淀川の水となっている。しかし、災害など万が一の事態に備え、現状阪神水道の約2%にすぎない布引湧水や住吉川などの取水を続け、北区以外にも神戸市最大の自己水源である千苅貯水池の水を給水できるように導水路を確保している。

## 沿革

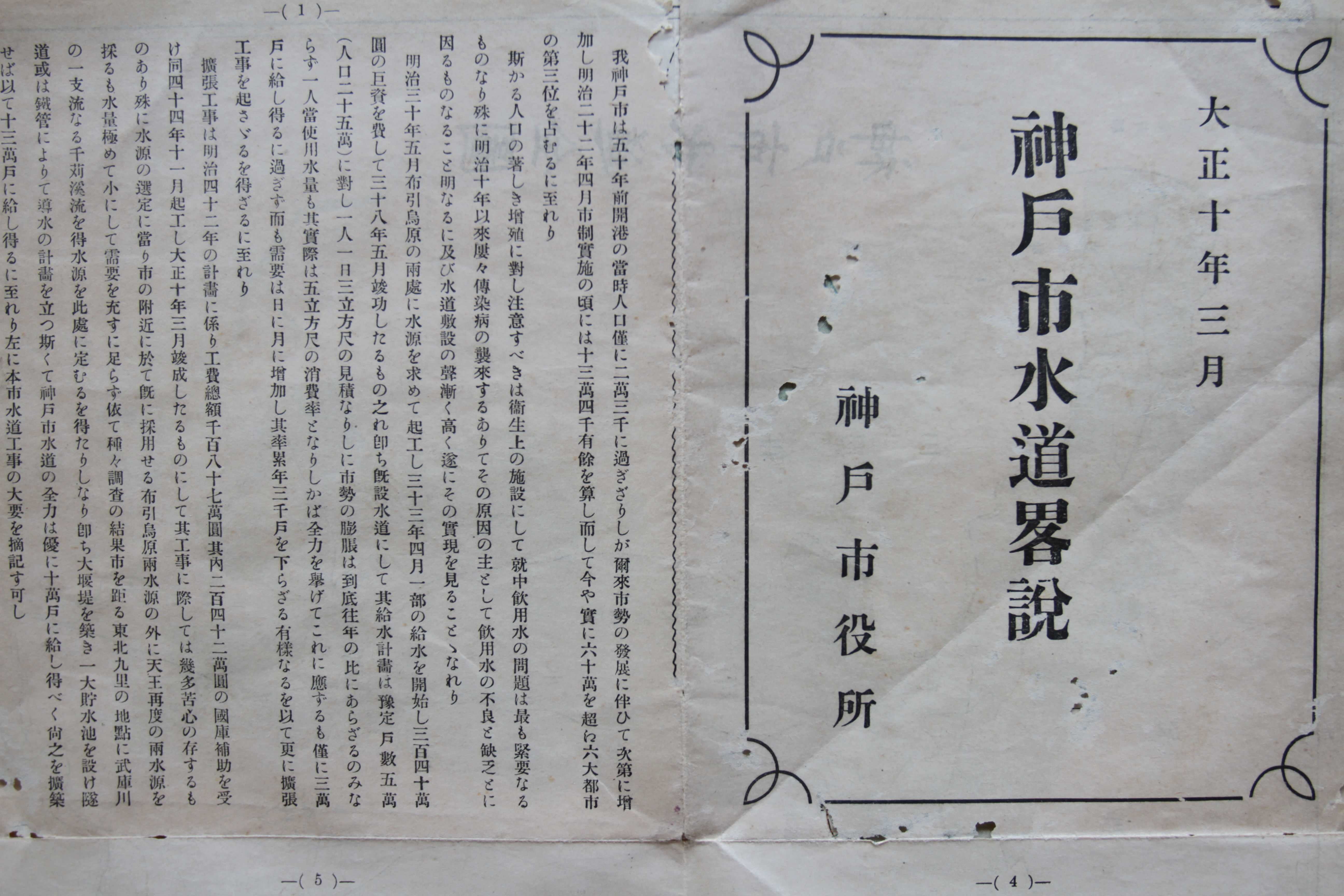
神戸市水道畧説（大正10年）

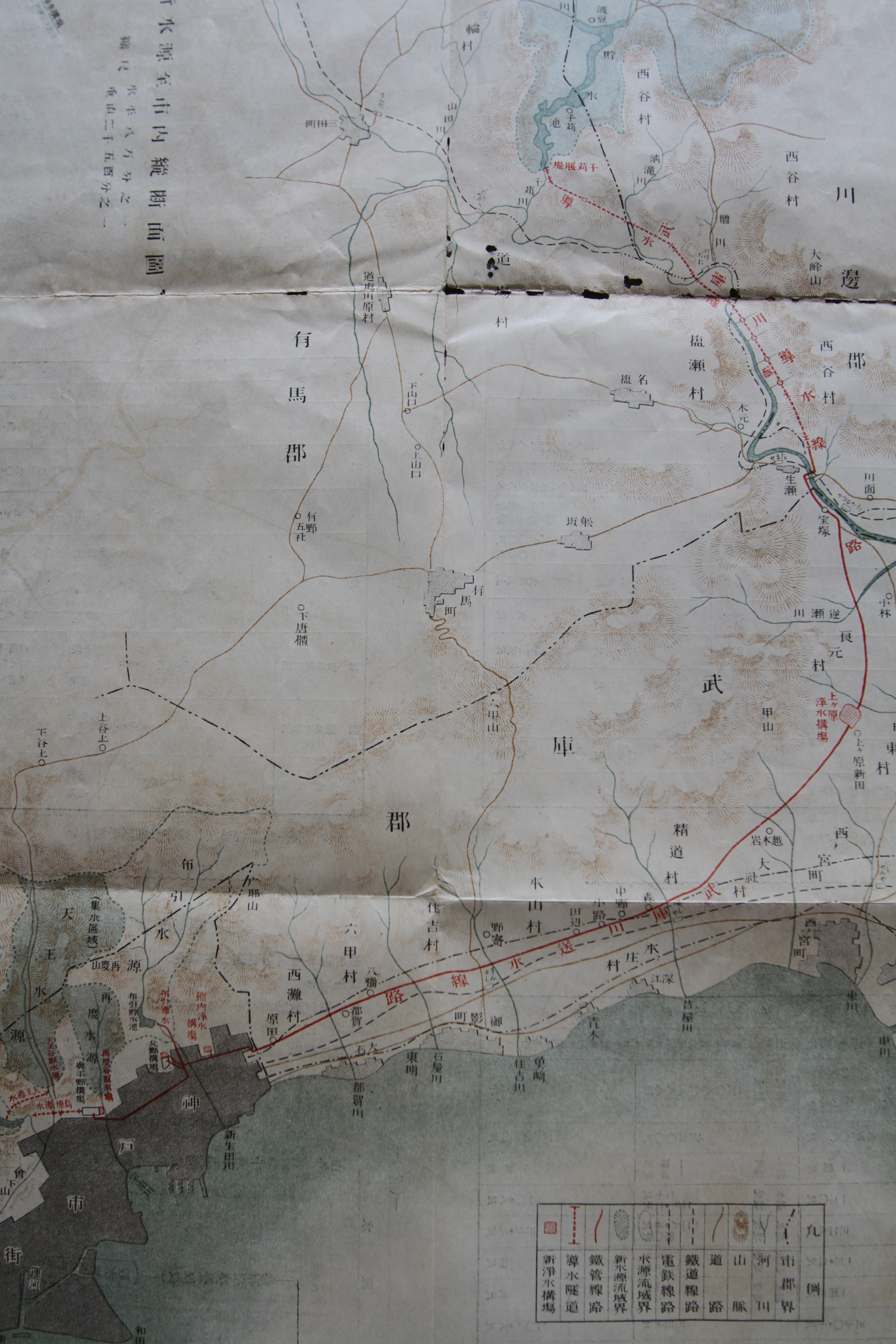
神戸市水道畧説 神戸市水道全図

- 1893年 - 水道布設計画が神戸市市議会を通過する
- 1900年 - 布引谷と烏原谷の2ヵ所を水源にした神戸水道敷設工事が着工
- 1903年 - 布引ダムが完成、神戸市への一部給水が開始される
- 1905年 - 烏原水源の堰堤・貯水池・浄水場が完成、神戸市への全面給水が開始
- 1914年 - 第1期拡張工事着工、千苅導水随道道掘削工事及び千苅貯水ダム建設開始
- 1917年 - 上ヶ原浄水場完成
- 1919年 - 千苅ダム・千苅貯水池完成
- 1921年 - 第1回拡張工事完成（神戸水道）
- 1927年 - 第2回拡張工事着工、千苅ダムのかさ上げ工事開始、生瀬～上ヶ原間導水随道新設工事、上ヶ原浄水場設備（急速ろ過池の新設）増強工事
- 1929年 - 上ヶ原浄水場増強工事完成
- 1931年 - 第2回拡張工事完成
- 1967年 - 阪神上水道市町村組合より淀川を水源とする飲料水の供給を受ける
- 1967年 - 千苅浄水場完成